# Young IT Girls
Young IT Girls és una associació sense ànim de lucre que treballa per visibilitzar les dones i les seves oportunitats en les carreres STEAM (ciència, tecnologia, enginyeria, arts i matemàtiques, per les seves sigles en anglès), amb un especial interès en les tecnologies de la informació, amb l'objectiu de fomentar la igualtat de gènere en aquest sector a través de xerrades, jocs i dinàmiques. L'associació va néixer al 2018 i les seves membres van des de la secundària fins als 30 anys. Al 2019 van rebre un Premi Creu Casas.